# 黎昌意
黎昌意（1941年12月17日—2004年1月30日），四川達縣人，是中華民國海軍上將黎玉璽之子、藝人黎明柔之父。中華民國政治人物，第三屆國民大會代表。

## 生平
黎昌意畢業於國立台灣大學，獲美國加州史丹福大學企業管理碩士。曾先後任信貿國際公司總經理，經濟部聯合服務中心主任，經濟部投資業務處副處長、處長，1992年由中華民國外交部借調，任英屬香港中華旅行社總經理、中國國民黨港澳總支部主委，並在任內當選為中國國民黨中央候補委員。在香港期間，因其高調行事作風，而且持植親信成立衛星團體一二三民主聯盟，令香港傳統親台右派社團，如九龍總商會、九龍樂善堂等大感不快，曾發動九次連署要求台北當局撤換黎昌意，即右派社團所謂「九次倒黎」，其中一次的起因，是被人舉報與新華社駐香港人員王震宇「一起唱歌」。
為平息傳統勢力的不滿，在1995年底任滿而不獲續任返台，其職補改由香港土生土長的政大僑生鄭安國繼任，黎返台後任行政院參事、行政院副院長徐立德特別助理，專責亞太營運中心的企劃工作。第3屆國民大會代表選舉，黎昌意在其選區台北縣第五選舉區(即中和區與永和區，與現時選區劃分不同)獲得27,700票而當選國民大會代表。後任經濟部中小企業處處長。
陳水扁擔任中華民國總統後，經濟部長林信義以帳目不清為由，將黎昌意貶為經濟部參事。黎昌意還一度被檢調單位懷疑，擔任經濟部中小企業處處長期間中飽私囊。後黎昌意支持一個中國立場而離開公職，任中美經濟合作策進會秘書長、政治大學國際企管系教授、元智大學企研所教授、誠泰銀行顧問等。
2004年1月30日凌晨3時，黎昌意在家中身體不適，由救護車送往三軍總醫院急救，到院前去世，死因為心血管阻塞導致心肺衰竭，享壽63歲。黎昌意治喪委員會由連戰當主任，副主任包括宋楚瑜、馬英九等二十六人。